# Oriki
L'Oriki est une série de phrases adressées sous forme de salutations à un individu. L'Oriki se rattache essentiellement à un ancêtre mythique commun duquel est issu uni-linéairement un groupe de personnes. L'Oriki apparaît donc comme l'attribut d'un "clan primaire".

## Caractéristiques
L'Oriki permet d'exprimer la destinée d'un enfant par exemple, ou de faire l'éloge de faits marquants de la lignée à laquelle appartient l'enfant. Ainsi, les Oriki peuvent avoir des longueurs très diverses d'une personne à l'autre, d'un groupe à l'autre.

## L'Oriki et le nom de famille
Il est rare que l'Oriki soit identique au nom de famille. La remarque générale est que le nom de famille fait partie de l'Oriki ou encore que l'Oriki constitue une interprétation du nom de famille

## Exemples d'Oriki
Quelques exemples d'Oriki et leur signification
- Àbèní - Implorée - féminin
- Àjàní - Enfant né après avoir bataillé - masculin
- Àkànní - Né d'une seule union - masculin
- Akanni - Premier garçon - masculin